# Zappos.com
Zappos.com（ザッポス・ドットコム）は、アメリカ合衆国ネバダ州ラスベガスに本拠を構える靴を中心としたアパレル関連の通販小売店である。創業者CEOはトニー・シェイ。
2009年7月からアマゾン・ドット・コム傘下に入っている。

## 概要

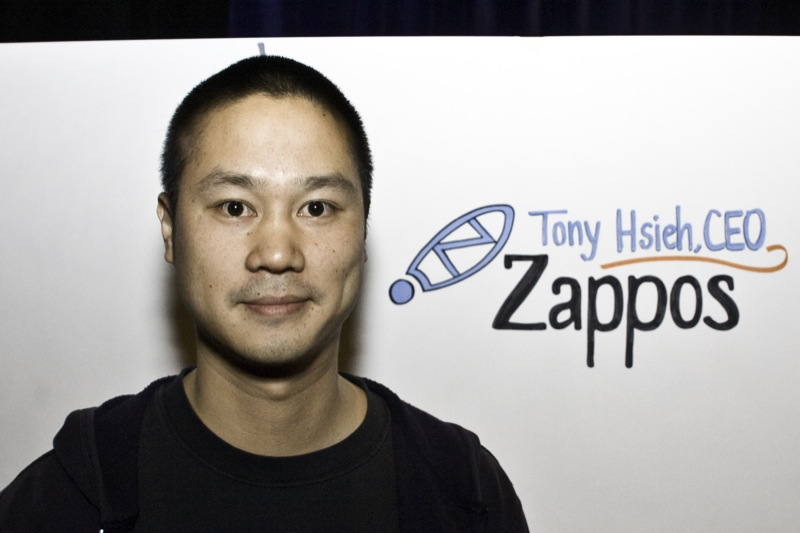
創業者CEOのトニー・シェイ

米フォーチュン誌が選ぶ「働きがいのある企業100」ランキングで15位(2010年度)である。

## 沿革

### 創業
ザッポスは1999年にニック・スウィンマーン（Nick Swinmurn）により創業。同年、スウィンマーンはトニー・シェイとアルフレッド・リンに投資提案を持ちかけ、最終的にシェイとリンのベンチャーキャピタルベンチャー・フロッグを通じ200万ドルを出資。当初は「ShoeSite.com」というドメイン名で販売開始した。2か月後、名前をザッポス（Zappos.com）に変更、同社をトニー自身の事務所内に呼び込んだ。しばらくし、トニーがニックとともに共同CEOに就任した。2000年に160万ドルの売上を達成。

### 急成長
2001年には4倍以上の売上で860万ドルを記録。2002年に自社倉庫をケンタッキー州に設置。この時期、宣伝コストをかけず口コミで成長している。この頃、2010年に10億ドルの売上目標と、フォーチュン誌の「働きがいのある企業100」ランキングに載るという目標を設定している。
2003年にザッポスは 7,000万ドルの売上を記録、全体売上の約1/4を占めるドロップシップメントを中止。これについてシェイは「会社全体をカスタマーサービス中心にする。在庫の1/4を管理できないと、顧客体験をコントロール出来ない」と語っている。2004年にザッポスは1億8400万ドルの売上を記録、ベンチャーキャピタルセコイヤ・キャピタルからの3500万ドルの出資を受ける 。この年、本社をサンフランシスコからネバダ州ラスベガス郊外のヘンダーソンに移す。その後3年間、ザッポスは毎年売上を倍増させ、2007年に8億4000万ドルを記録。靴以外にハンドバッグ、メガネ、服飾、子ども用品に取扱商品を拡大。

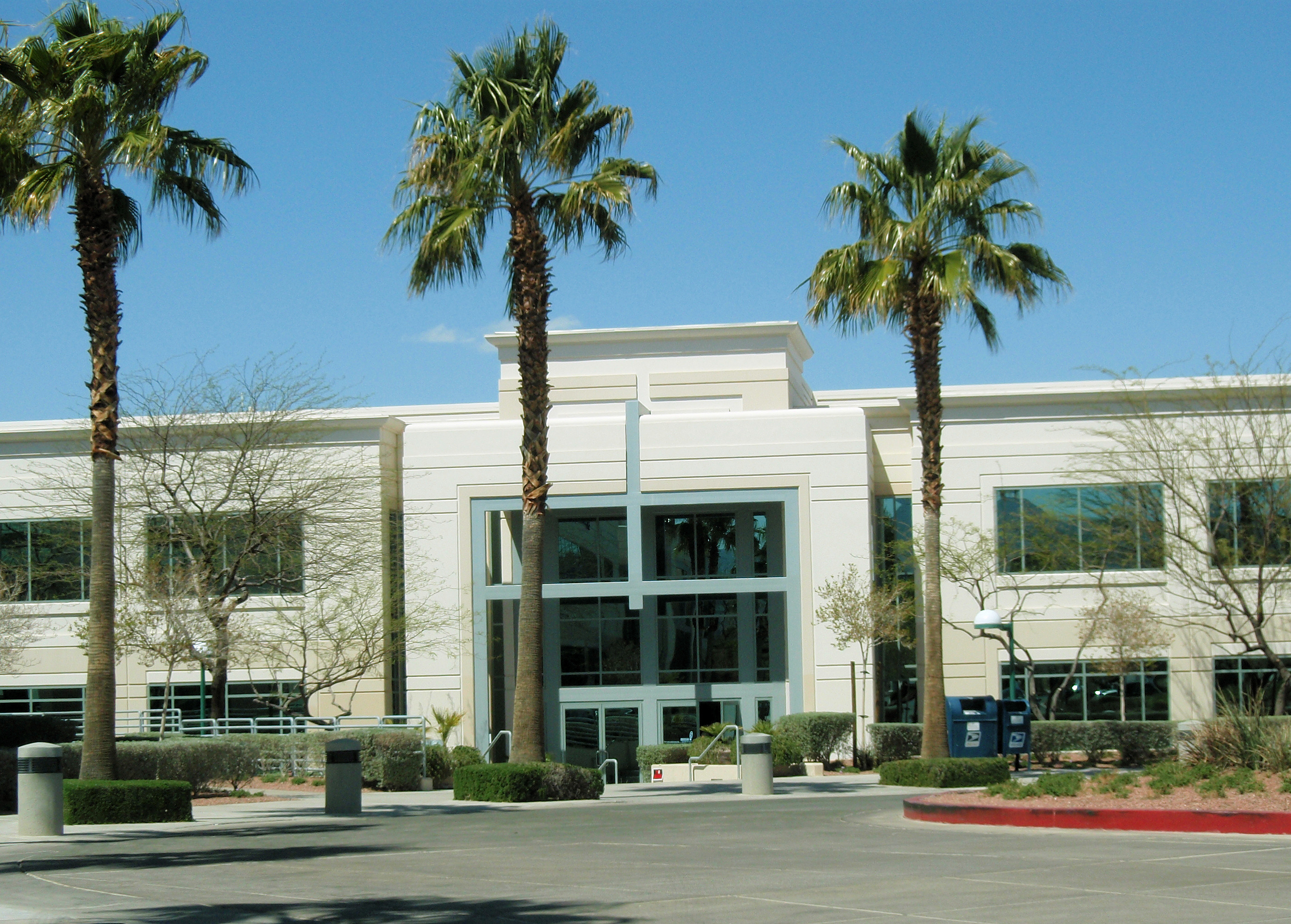
ネバダ州ヘンダーソンの旧本社

### アマゾン傘下に
2008年にザッポスは、当初目標より2年前倒しで売上10億ドルを達成。フォーチュン誌が「働きがいのある企業100」ランキングにも選出された。
2009年にザッポスはアマゾンとの買収話を検討開始した。ザッポスの取締役会内部では、5名中2名（シェイとリン）はザッポス企業文化の独立性確保を懸念していたが、他の3名は金融危機かの環境を考慮、利益を重視して推進を主張した。当初はシェイとリンは取締役会の多数を確保する検討したが、2億ドルが必要だった。その頃、アマゾン・ドット・コム幹部が買収提案を持ち込んだ。アマゾンのジェフ・ベゾスとの長時間の討議の結果、アマゾンがザッポスを独立経営のまま運営させる可能性があるとして、交渉を継続。2009年7月、アマゾンがザッポスを株式交換の形で9億4000万ドルで買収すると発表。
2012年にザッポスは、ケンタッキー州の自社倉庫を閉鎖すると発表した。ケンタッキー州倉庫の社員はアマゾン管理下に入る。

### その後
2012年にザッポスは自社コンピューターシステムがハッキングされ、2400万人の顧客情報が流出したと発表。本件では団体訴訟に発展している。

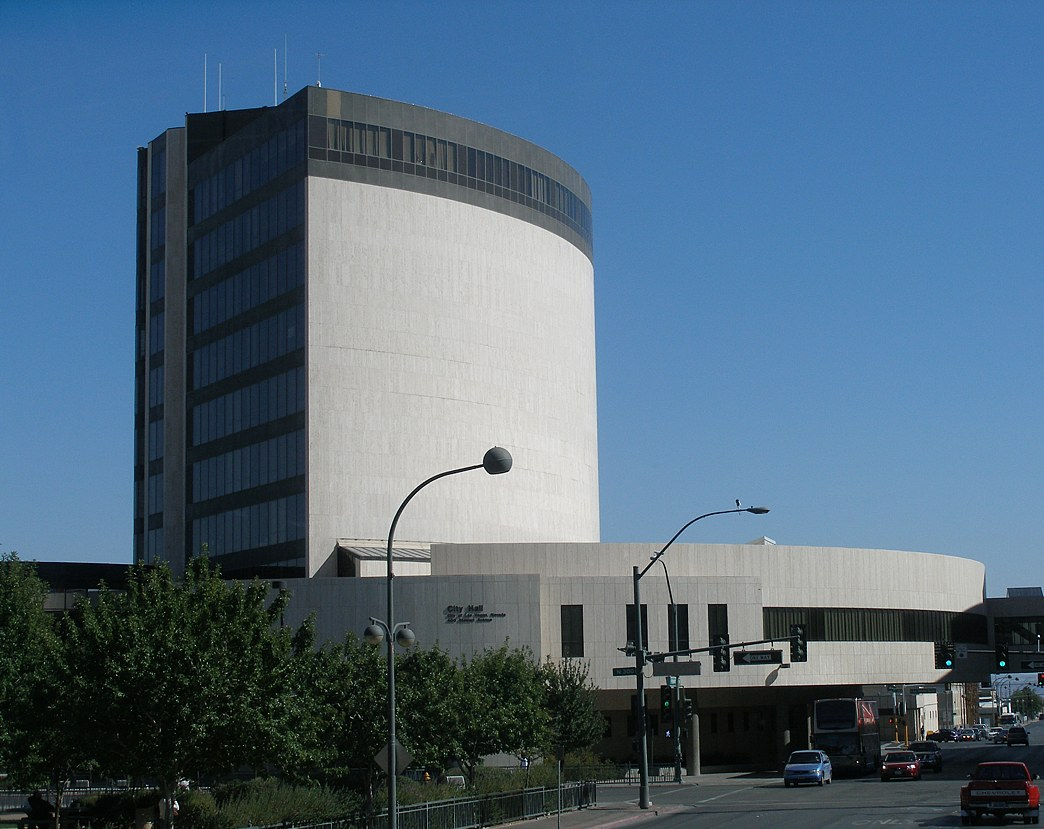
改築・ザッポス入居前のラスベガス・ダウンタウンの旧市庁舎

2013年に本社をネバダ州ヘンダーソンから同州ラスベガス・ダウンタウンに移した。シェイはラスベガス・ダウンタウン再開発計画を主導しており、4800万ドルでラスベガス旧市庁舎を改築、入居した。
2015年から自主管理の仕組みである「ホラクラシ―」を本格的に導入。同年3月30日に、CEOのトニー・シェイは全社員向けにメールで「新しい組織体制『ホラクラシ―』に賛同できない人は、4月30日までに申し出てください。3か月分の給料を退職金として差し上げます」と通達。それを受けて、4月30日には全社員の約14％にあたるおよそ210人の自主退職者を出した。
「ホラクラシ―」とは、従来型の階層型組織を、いくつもの「サークル」により構成される、よりフラットな組織に変革するというもの。企業運営における課題ごとに「サークル」が形成され、その中で構成員各自が権限と責任をもって仕事を遂行することから、「上司不在」の経営体制と評される。ザッポスのように社員数が1,000人を超える企業のホラクラシ―導入は、これまでに類を見ない、史上最大級の導入事例として注目されている。

## 参照
- Amazon.com，アパレル関連ECサイトのZappos.comを買収へ - ニュース：ITpro
- アマゾンが800億かけても買収したかった「ザッポスの奇跡」：In the looop：ITmedia オルタナティブ・ブログ
- トニー･シェイ〔Zappos.com　CEO〕アマゾンが欲しがった靴のネット通販経営者はツイッターフォロワー170万人をどう生かしたか　 | 賢者の知恵 | 現代ビジネス <講談社>